# شیدی گروو، شهرستان هاردین، تنسی
شیدی گروو (به انگلیسی: Shady Grove) یک منطقهٔ مسکونی در ایالات متحده آمریکا است که در شهرستان هاردین، تنسی واقع شده‌است. شیدی گروو ۱۳۹٫۹ متر بالاتر از سطح دریا واقع شده‌است.